# Hooters (sieć)
Hooters, Inc. – nazwa handlowa dwóch prywatnie zarządzanych sieci amerykańskich restauracji: Hooters of America, Incorporated z siedzibą w Atlancie w stanie Georgia oraz Hooters, Incorporated z siedzibą w Clearwater, na Florydzie. Słowo „Hooters” ma dwa znaczenia, jedno z nich odnosi się do logo restauracji, na którym widnieje sowa, znana ze swojego „pohukiwania”. Drugie natomiast jest slangowym określeniem kobiecych piersi w potocznej angielszczyźnie amerykańskiej, wymyślonym przez komika Steve’a Martina w programie rozrywkowym Saturday Night Live.
Hooters jest restauracją, w której kelnerkami są głównie atrakcyjne młode kobiety, często nazywane po prostu „Hooter Girls”, których wydekoltowane stroje i seksapil są wykorzystywane jako główny komponent wizerunku firmy. Restauracja, oprócz kobiet, zatrudnia także mężczyzn jako kucharzy, promotorów (w niektórych franczyzach), pomocników kelnera oraz menadżerów. Menu restauracji zawiera hamburgery, kanapki, steki, dania główne z owocami morza, przystawki oraz specjalność restauracji – skrzydełka z kurczaka. Niemal każda restauracja sieci Hooters posiada koncesję na sprzedaż piwa, wina oraz, gdzie zezwala na to prawo miejscowe, wszelkich trunków wysokoprocentowych. Sprzedawane są również koszulki, bluzy, różne pamiątki i unikaty związane z restauracją.
Od roku 2014, więcej niż 460 lokalizacji i franczyz w Stanach Zjednoczonych stanowi prywatną własność firmy Hooters. Posiada ona restauracje w 44 stanach USA, na Wyspach Dziewiczych Stanów Zjednoczonych oraz na terytorium Guamu. Sieć Hooters kieruje również restauracjami w 24 innych krajach. Pierwszym miejscem za granicą, w którym firma rozpoczęła swoją działalność jest Singapur. Restauracje sieci Hooters znajdziemy również na Arubie, Filipinach, w Australii, Brazylii, Dominikanie, Kanadzie, Chinach, Kolumbii, Kostaryce, Czechach, Ekwadorze, Salwadorze, Niemczech, Gwatemali, Węgrzech, Japonii, Meksyku, Panamie, Południowej Afryce, Korei Południowej, Szwajcarii, Tajwanie, Tajlandii, Rosji oraz jedną w Wielkiej Brytanii, po zamknięciu pozostałych franczyz w tym kraju. Największe 3 restauracje sieci Hooters znajdują się w Singapurze, Tokio oraz São Paulo. W 2015 roku firma Hooters ogłosiła, że w przeciągu kolejnych 6 lat planuje otworzyć więcej niż 30 restauracji w południowo-zachodniej Azji.

## Historia

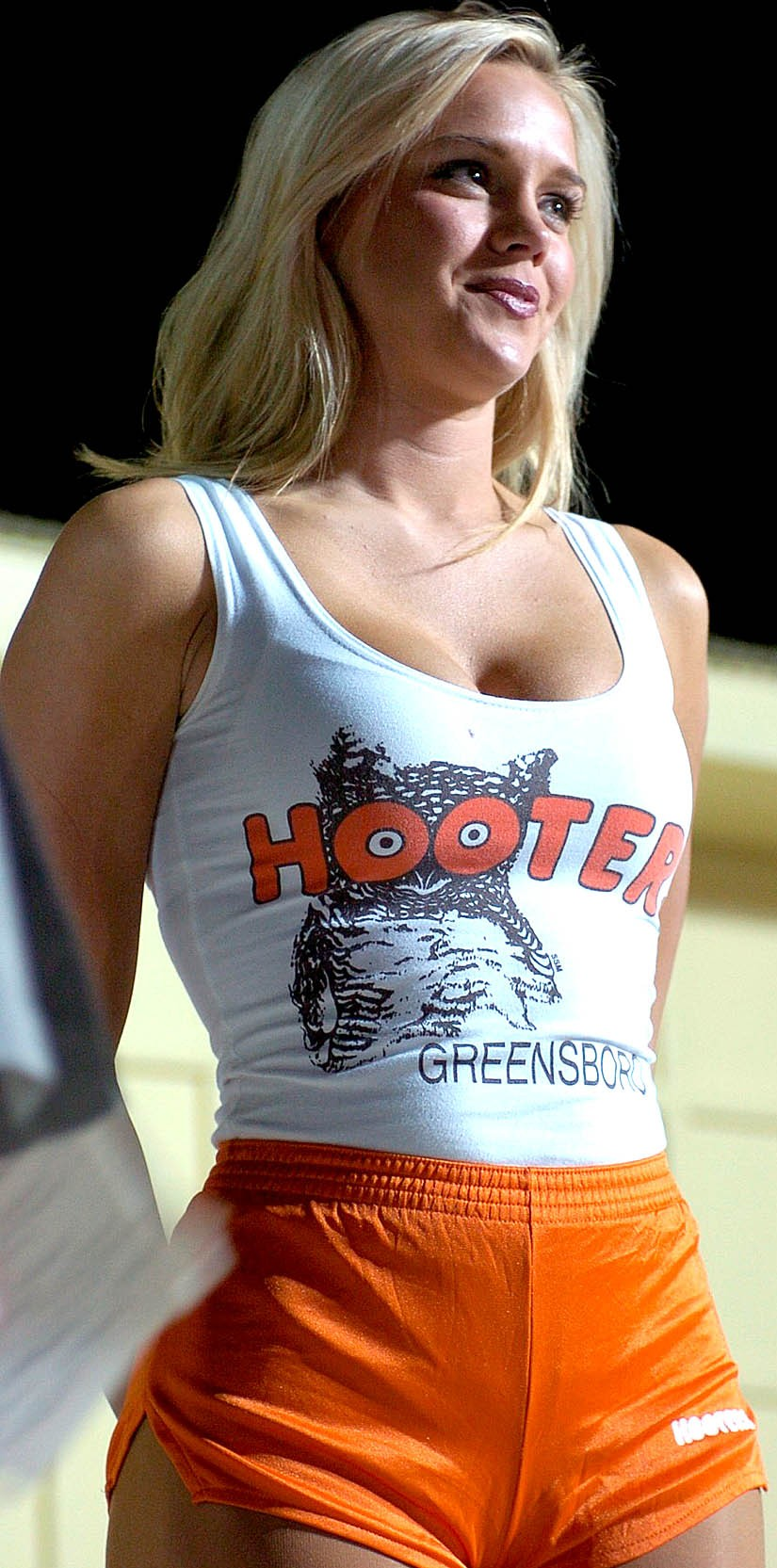
Dziewczyna z kalendarza Hooters – Melissa Poe

Sześciu biznesmenów pochodzących z Clearwater (Lynn D. Stewart, Gil DiGiannantonio, Ed Droste, Billy Ranieri, Ken Wimmer oraz Dennis Johnson) 1 kwietnia 1983 roku utworzyło spółkę w Clearwater na Florydzie. Dniem, w którym tego dokonali był prima aprilis, gdyż pierwsi właściciele potraktowali to jako żart i nie sądzili, że ich pomysł zakończy się sukcesem. Swoją pierwszą restaurację wybudowali na terenie dawnego podupadającego klubu nocnego, który zakupili po bardzo niskiej cenie. W tej samej lokalizacji funkcjonowało przelotnie tak wiele przedsiębiorstw, że właściciele firmy Hooters wybudowali mały „cmentarz” przy drzwiach wejściowych, aby upamiętnić wszystkie biznesy, który „pojawiały się i znikały” na tamtym terenie. Pierwsza restauracja otworzyła swoje drzwi 4 października 1983 roku w Clearwater.
W roku 1984 Hugh Connerty wykupił prawa do firmy Hooters od 6 pierwszych właścicieli. Robert H. Brooks wraz z grupą inwestorów z Atlanty wykupili udziały od Hugh Connerty'ego. W 2002 roku Brooks przejął większością udziałów i został prezesem. Firma, urzędująca w Clearwater, utrzymała kontrolę nad restauracjami w Tampa Bay Area, na przedmieściach Chicago oraz jedną na Manhattanie w Nowym Jorku, podczas gdy wszystkie pozostałe lokalizacje pozostawały pod egidą firmy Hooters of America, która sprzedała koncesję dla pozostałych miejsc na obszarze Stanów Zjednoczonych i za granicą. Pod kierownictwem Brooksa, marka Hooters rozwinęła swoją działalność z jednej, do ponad 425 restauracji na świecie należących do sieci Hooters. Brooks zmarł na atak serca 15 lipca 2006 roku w Myrtle Beach w Południowej Kalifornii. Zapisał on w testamencie większość udziałów w firmie Hooters of America swojemu synowi (Coby Brooks) oraz swojej córce (Boni Belle Brooks).
Drugiego lutego 2006 roku otwarto hotel The Hooters Casino w pobliżu Las Vegas Strip, na obszarze Paradise (census-designated place w hrabstwie Clark, w amerykańskim stanie Nevada). Hotel posiada 696 pokoi oraz kasyno, które zajmuje powierzchnię 3300 m². Jest on własnością korporacji East Tropicana LCC. Sąsiaduje z Tropicaną, po drugiej stronie ulicy od MGM Grand Las Vegas. Począwszy od 2014 roku, hotel jest jedynym miejscem oferującym zakwaterowanie przez firmę Hooters od czasu, gdy motel Hooters Inn usytuowany wzdłuż Interstate 4 w Lakeland na Florydzie został wyburzony.
W ramach rocznicy 25-lecia istnienia firmy, magazyn Hooters opublikował listę najlepszych Hooters Girls wszech czasów. Wśród najbardziej znanych jest Lynne Austin (jedna z pierwszych Hooters Girls), następnie Kelly Jo Dowd (matka golfistki Dakody Dowd), Bonnie-Jill Laflin, Leeann Tweeden oraz Holly Madison.
Po śmierci Brooksa, 240 potencjalnych nabywców wykazało zainteresowanie firmą Hooters of America, 17 z nich złożyło ofertę w przetargu. Liczbę kandydatów zredukowano najpierw do 8, a następnie do 3, zanim wyłoniono członków Wellspring Capital Management. Spółka Chanticleer Holdings LLC, która miała prawo zablokować sprzedaż po udzieleniu 5 milionów dolarów pożyczki w 2006 roku, uczyniła to 1 grudnia 2010 roku. W rezultacie, Chanticleer wraz z innymi inwestorami kupili firmę.
W styczniu 2011 roku Chanticleer Holdings LLC of Charlotte, North Carolina wykupiła Hooters of America od rodziny Brooks.

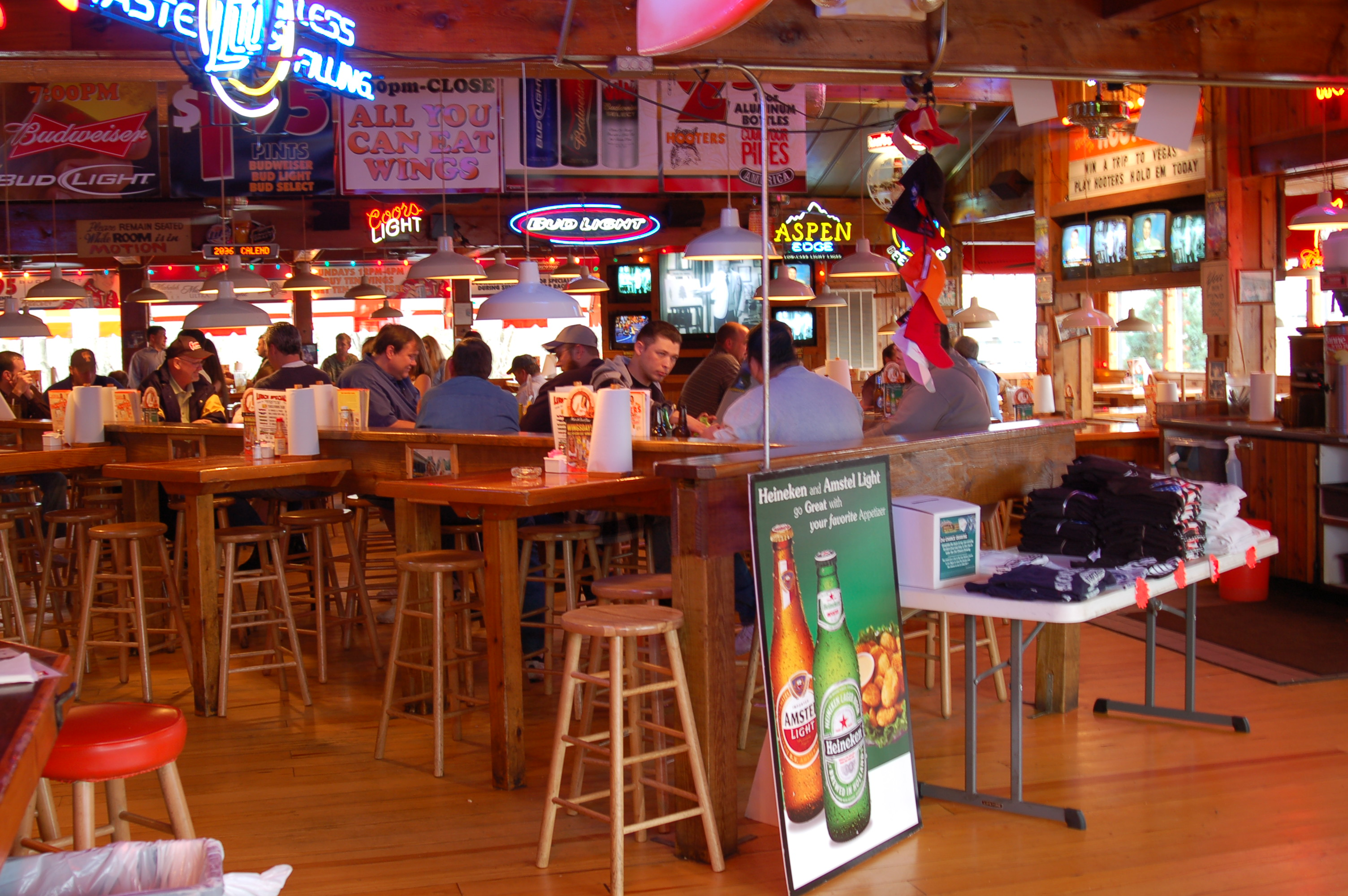
Wnętrze restauracji Hooters

Od 2013 roku 160 restauracji jest własnością firmy Hooters of America, która dodatkowo prowadzi franczyzy lub ich udziela jeszcze ponad 430 restauracjom.

## Zmiana wyglądu restauracji
W 2013 roku, firma ogłosiła plan zmiany każdej restauracji należącej do sieci Hooters. Prototypem restauracji, w której po raz pierwszy dokonano zmiany wyglądu jest obiekt położony w Houston, w Teksasie, przy Southwest Freeway w Kirby Driver. Nowy wystrój (zaprojektowany przez ASD skydesign) cechuje większa liczba okien, część jadalna na świeżym powietrzu i ulepszone urządzenia audiowizualne, by zachęcić miłośników sportu. Pierwszym obiektem, którego wygląd ma zostać całkowicie zmieniony, ma być restauracja w Nowym Orleanie, której otwarcie zaplanowano na lipiec 2013 roku. Sieć restauracji zapowiada również zmiany w menu, takie jak dodanie sałatek do dań głównych.

## Hooters Girls
Wygląd kelnerek jest główną cechą charakterystyczną, przynoszącą zysk restauracji. Kelnerka, zatrudniona przez sieć restauracji Hooters, jest określana mianem „Hooters Girl”. Dziewczyny wyróżniają się swoim strojami, składającymi się z białej koszulki bez rękawów z logo „Hootie the Owl” (przedstawiającym sowę i wyróżnioną nazwę miejsca) oraz krótkich, dopasowanych, pomarańczowych szortów. Pozostałą część ubrania kelnerek stanowi brązowa (bądź czarna do czarnego stroju) sakiewka, cieliste rajstopy, białe luźne skarpety i czyste białe buty. Mężczyźni, którzy pracują w sieci restauracji Hooters, noszą kapelusze, koszulki, długie spodenki, bermudy bądź ubiór bardziej odpowiedni przy pracy na kuchni.